# Karl Logan
Pour les articles homonymes, voir Karl et Logan.
Karl Logan est un guitariste américain né le 28 avril 1965 connu notamment pour avoir officié dans le groupe de Heavy Metal Manowar entre 1994 et 2018, après le départ de David Shankle. 

## Biographie
Il a joué durant 6 ans avec Arc Angel, un groupe local du Nord-Est de la Pennsylvanie, jusqu'à ce qu'il se dissolve en 1990. Dans ce groupe, la batterie a été tenue quelque temps par Anthony Jude Pero des Twisted Sister. 
Le groupe a été reformé sous le nom de Fallen Angel.
Lorsque le groupe s'est dissout, Karl Logan a travaillé un an dans un dépôt de marchandises. Il a entendu en 1994 que Manowar recherchait un nouveau guitariste et qu'ils jouaient dans un studio du New Jersey.
Il y jouera alors pendant presque 25 ans, de 1994 à 2018. 

## Style
Son style est différent de celui des précédents guitaristes de Manowar, et plus spécialement de Ross the Boss. En effet, alors que le style de Ross est caractérisé par l'influence du rock heavy des années 70, Karl Logan a un style plus neo-classique.